# Wirbel (Musikinstrumentenbau)

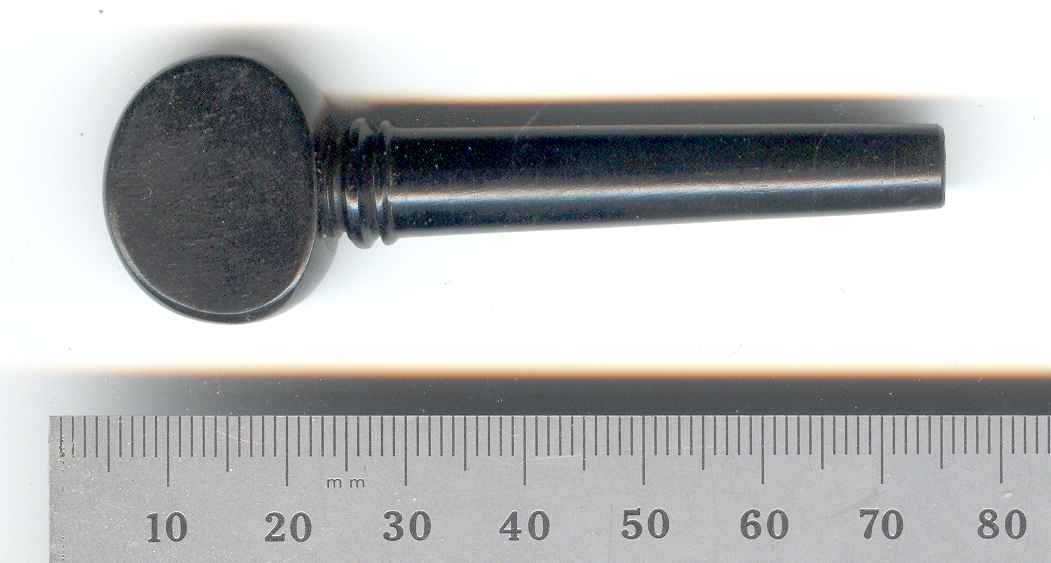
Stimmwirbel einer Geige aus Ebenholz

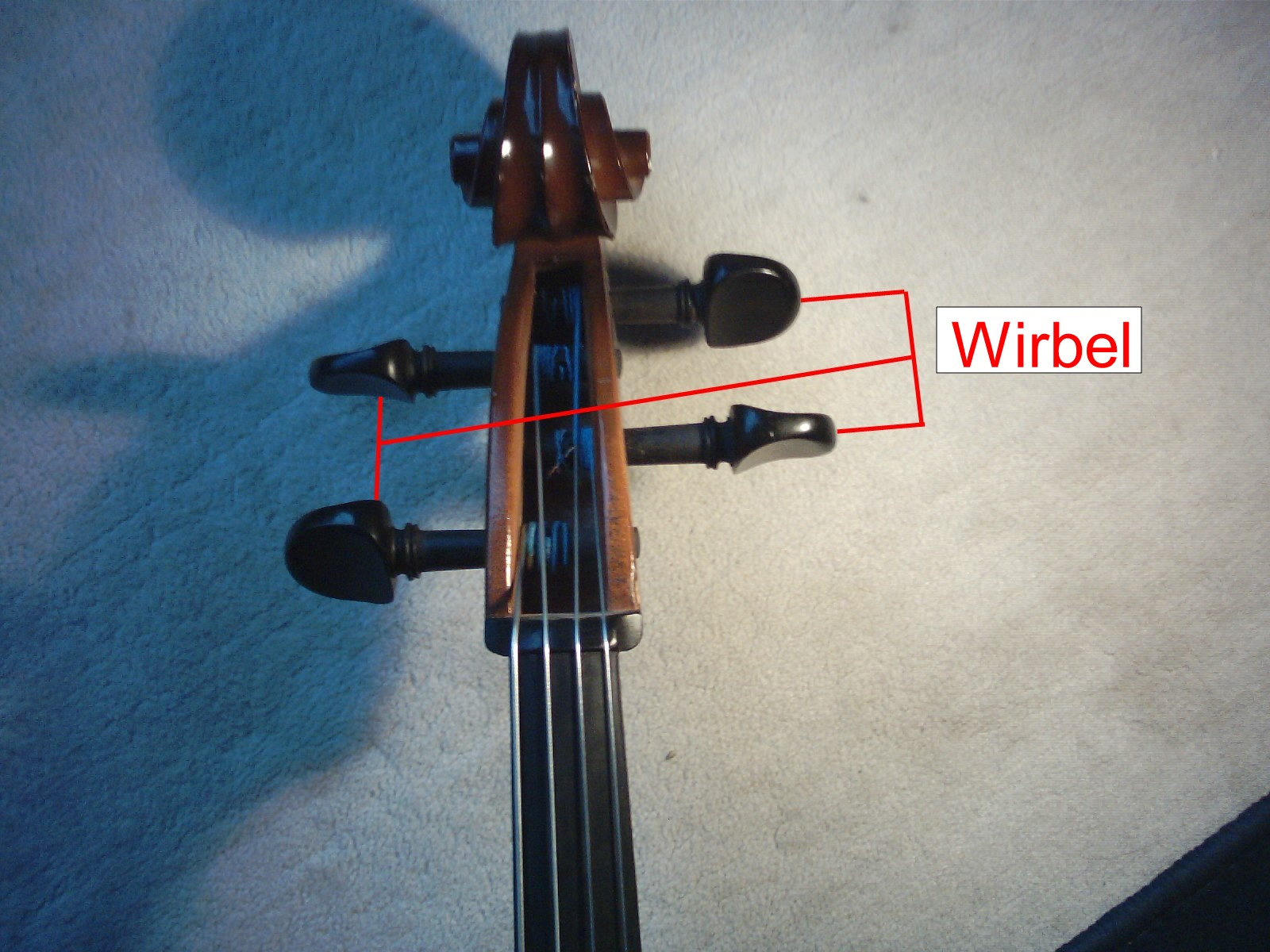
Wirbelkasten eines 1/1-Violoncellos, Wirbel rot beschriftet

Als Wirbel werden bei Saiteninstrumenten die drehbaren Holzpflöcke oder Metallstifte, auf denen die Saitenenden aufgerollt werden, bezeichnet. Mit ihrer Hilfe kann die Spannung der Saiten verändert und das Instrument damit gestimmt werden. Der Bereich, in dem die Wirbel befestigt sind, wird Wirbelkasten oder Kopfplatte genannt. Die Wirbel von Klavieren, Flügeln und Kielinstrumenten sitzen im hölzernen Stimmstock. Den Abschluss des Wirbelkastens bei Saiteninstrumenten bildet die geschnitzte Schnecke.
Moderne Streichinstrumente verfügen heute meistens zusätzlich über Feinstimmer, so dass die Wirbel hier nur der Grobstimmung dienen. Die hölzernen Wirbel – bei guter Qualität aus Ebenholz – werden von Wirbeldrechsler hergestellt, für die es ein eigenes Berufsbild bis zur Meisterprüfung gibt. Kunstvoll gestaltete Einlagen aus Gold, Silber oder Elfenbein in den Wirbelköpfen waren besonders in der ersten Hälfte des 20. Jahrhunderts sehr beliebt.
Je nach Art der Wirbel können sie – wie zum Beispiel bei der Violine – mit der Hand gedreht werden; bei anderen Instrumenten braucht man eigene Stimmschlüssel (z. B. Klavier, Zither). Bei bestimmten Instrumenten werden die Wirbel über eine Stimmmechanik gedreht. Für das Violoncello, die Viola, die Violine sowie für Ukulele, Flamenco-Gitarre und einige orientalische Instrumente (z. B. Saz) existieren neuerdings anstelle der üblichen, in ihrer Steckverbindung zu drehenden Wirbel auch solche mit integriertem Getriebe, die den Stimmvorgang erleichtern und bei der Geigen-Familie einen zusätzlichen Feinstimmer überflüssig machen.
Bei Instrumenten mit Hals werden die Wirbel je nach Stellung zum Wirbelträger unterschieden. Es gibt:
- vorderständige Wirbel, zum Beispiel bei der Fidel
- hinterständige Wirbel, zum Beispiel bei der Gitarre
- seitenständige Wirbel, zum Beispiel bei der Violine

Bei besaiteten Tasteninstrumenten wie Cembalo, Hammerflügel, Klavier etc. nennt man die Wirbel auch „Stimmnägel“, da sie aus Metall gefertigt sind und in den Stimmstock eingeschlagen werden. Die sichtbare Oberseite des Stimmstocks, in dem bei einem modernen Konzertflügel über 200 Wirbel sitzen, nennt man auch „Wirbelfeld“.
Vor dem Ersten Weltkrieg war der Luftkurort Wernitzgrün im vogtländischen Musikwinkel mit 20 Drechslereien der Hauptstandort für die Fertigung von Wirbeln für Streichinstrumente.

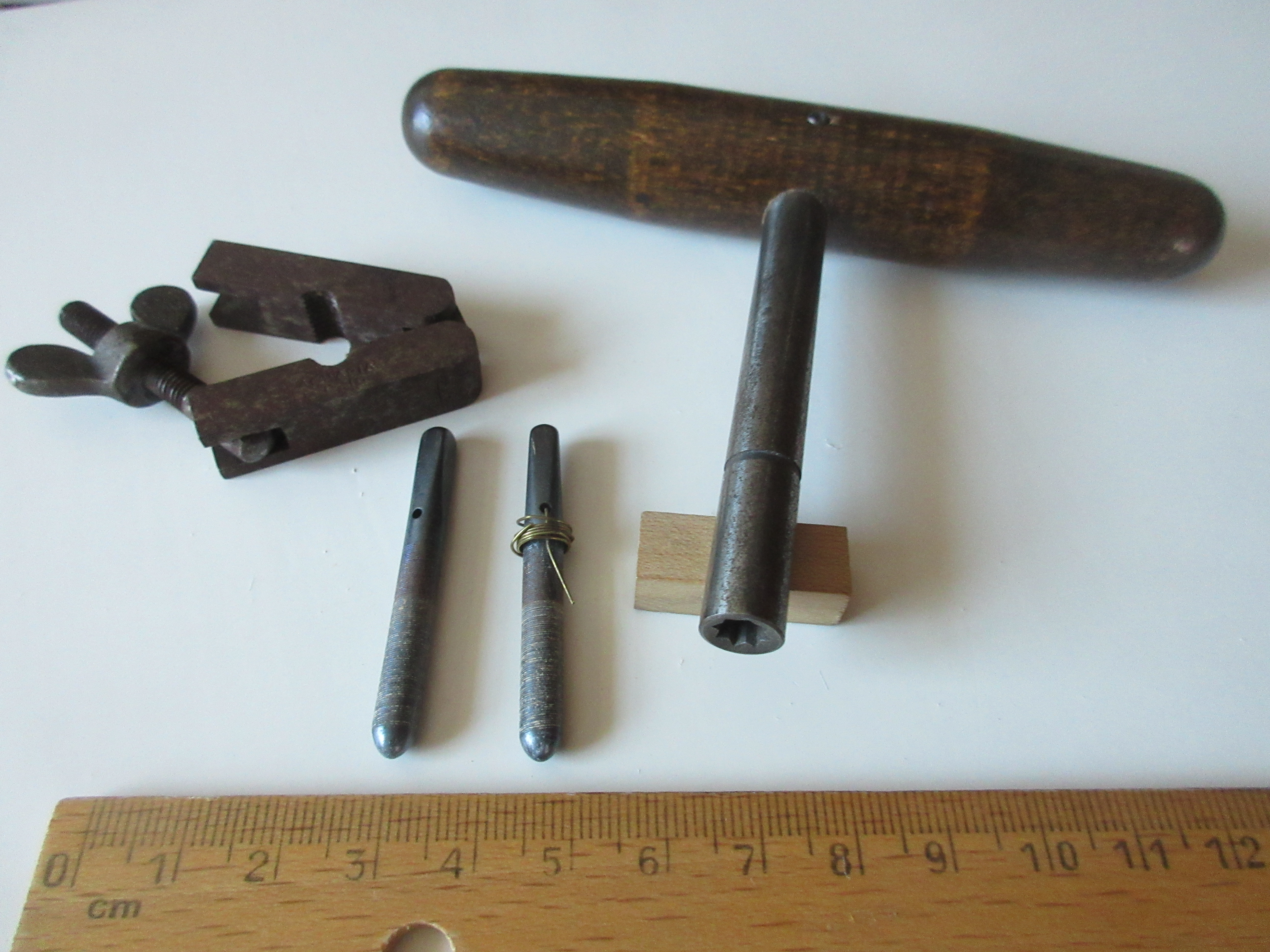
Cembalo Stimmwirbel mit Achtkant Stimmschlüssel, Gewindeschneider.